# Fred Plevier

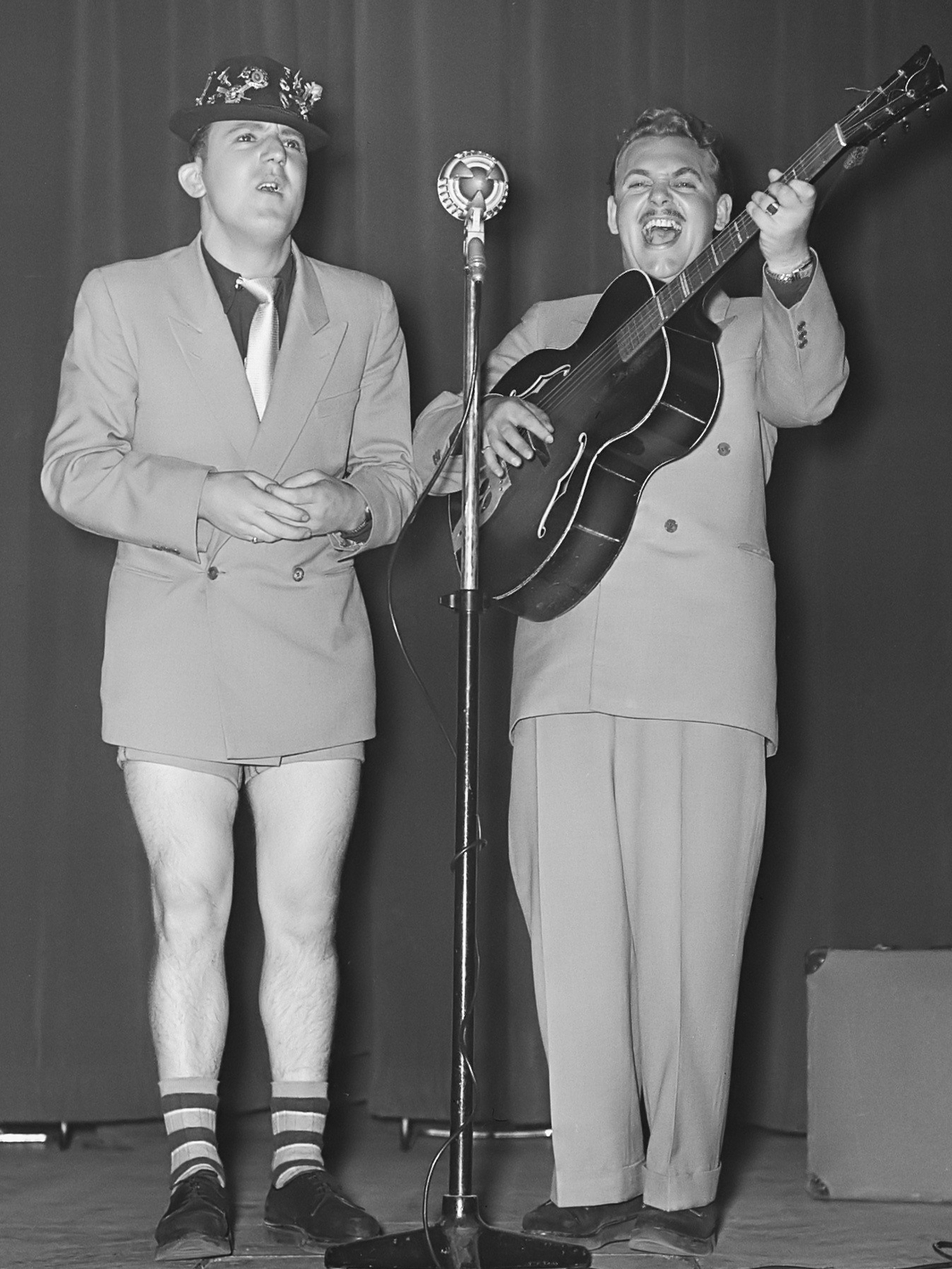
Piet Bambergen en Fred Plevier (1955)

Pieter Frederik (Fred) Plevier (Amsterdam, 25 december 1929 – Hilversum, 5 oktober 1965) was een Nederlands cabaretier. Samen met Piet Bambergen vormde hij het komische duo De Mounties.

## Loopbaan
Fred Plevier, een getalenteerd gitarist, trad in 1950 toe tot The Two Mounties, als opvolger van Chris Houthuizen. Het duo werkte in de jaren daarna aan een toenemende nationale populariteit. Ze werden op een bruiloft in de Spaarndammerbuurt in Amsterdam ontdekt door Johnny Jordaan en traden vervolgens geregeld met hem op. De Mounties waren in deze periode onder andere te horen in de radioprogramma's Gein met Lou en Hein en in de Johnny Jordaan show. In 1956 kreeg Plevier een zware hartaanval en besloot hij op doktersadvies te stoppen met De Mounties. Hij werd vervangen door Ab Smit, die met Houthuizen in 1946 De Mounties was gestart.
Nadat er in 1960 onenigheid ontstond tussen Bambergen en Smit, werd Plevier door Bambergen overgehaald om opnieuw met hem De Mounties te vormen. De doorbraak kwam in 1961, toen het duo optrad in de Rudi Carrell Show. Tot eind 1964 waren Bambergen en Plevier regelmatig te zien in het televisieprogramma van Rudi Carrell. Wegens gezondheidsproblemen van Plevier, die eind 1963 opnieuw te maken kreeg met hartproblemen, besloten Bambergen en Plevier in november 1964 met het televisiewerk te stoppen en zich  te richten op optredens in het land.
Plevier kreeg in oktober 1965 tijdens een camerarepetitie voor een jubileumshow van de VARA een hartaanval en overleed later die dag op 35-jarige leeftijd in het RK Ziekenhuis in Hilversum. Bambergen zette De Mounties voort met René van Vooren.